# 阿尔诺泽拉
阿尔诺泽拉是葡萄牙布拉加区的一个堂区。总面积4.34平方公里，总人口292人，人口密度67.3人/平方公里。